# Cantón de Bourg-en-Bresse-1
El cantón de Bourg-en-Bresse-1 (en francés canton de Bourg-en-Bresse-1) es una circunscripción electoral francesa, exclusivamente para elecciones departamentales, del departamento de Ain, situado en la región de Auvernia-Ródano-Alpes.

## Historia
Fue creado por el decreto del 13 de febrero de 2014, que entró en vigor en el momento de la primera renovación general de asamblearios departamentales posterior, en marzo de 2015. 

## Composición
- Bourg-en-Bresse (fracción)
- Viriat